# Črnikasti rman
Črnikasti rman (znanstveno ime Achillea atrata), tudi črnikasti pelin, je zelnata trajnica iz družine nebinovk, ki raste na skalnatih rastiščih višjih nadmorskih višin v alpskem in predalpskem svetu.

## Opis
Črnikasti rman zraste od 10 do 25 cm visoko in ima belkasta polstena stebla in liste. Spodnji listi so globoko zarezani in pernati, nasajeni pa so na dolge peclje. Zgornji so sedeči in le enkrat pernato nacepljeni. Cvetovi so beli, zbrani pa so v ovršna kobuljasta socvetja, v katere je združenih od 3 do 12 posameznih cvetov. Rastlina cveti od julija do septembra.